# Hartunkov
Hartunkov je malá vesnice, část obce Benešov nad Černou v okrese Český Krumlov. Nachází se asi 3 km na východ od Benešova nad Černou. Hartunkov je také název katastrálního území o rozloze 5,83 km².

## Historie
První písemná zmínka o vesnici pochází z roku 1379.
V letech 1869–1950 byla samostatnou obcí, ke které patřil v letech 1869–1890 Valtéřov. V letech 1938 až 1945 byl Hartunkov, v důsledku uzavření Mnichovské dohody, přičleněn k nacistickému Německu. Od roku 1961 se vesnice stala součástí obce Benešov nad Černou.

## Obyvatelstvo
| Rok            | 1869 | 1880 | 1890 | 1900 | 1910 | 1921 | 1930 | 1950 | 1961 | 1970 | 1980 | 1991 | 2001 | 2011 | 2021 |
| -------------- | ---- | ---- | ---- | ---- | ---- | ---- | ---- | ---- | ---- | ---- | ---- | ---- | ---- | ---- | ---- |
| Počet obyvatel | 348  | 326  | 302  | 308  | 354  | 332  | 276  | 128  | 115  | 70   | 46   | 31   | 29   | 36   | 49   |
| Počet domů     | 46   | 46   | 46   | 47   | 51   | 51   | 54   | 34   | 34   | 15   | 9    | 17   | 25   | 38   | 36   |